# (11786) Бахчиванджи
(11786) Бахчиванджи (лат. Bakhchivandji) — типичный астероид главного пояса, открыт 19 августа 1977 года советским астрономом Николаем Черных в Крымской астрофизической обсерватории и 24 июня 2002 года назван в честь лётчика-испытателя Григория Бахчиванджи.

## Обнаружение и именование
(11786) Бахчиванджи
Открыт 19 августа 1977 года в Крымской астрофизической обсерватории Н. С. Черных.
Григорий Яковлевич Бахчиванджи (1909—1943) — советский лётчик-испытатель и пионер ракетных полётов, который в 1942 году совершил первый полёт на реактивном экспериментальном самолёте БИ-1 Болховитинова, Березняка и Исаева. Погиб во время выполнения второго полёта этого самолёта.
Оригинальный текст (англ.)11786 Bakhchivandji
Discovered 1977 Aug. 19 by N. S. Chernykh at the Crimean Astrophysical Observatory.
Grigorij Yakovlevich Bakhchivandji (1909—1943) was a Soviet test pilot and pioneer in rocket flights who in 1942 piloted the first flight on the rocket-propelled experimental aircraft BI-1 of Bolkhovitinov and Isaev. He perished while piloting this aircraft's second flight.
Источники: 20020624/MPCPages.arc; M.P.C. 46010.

## Орбита

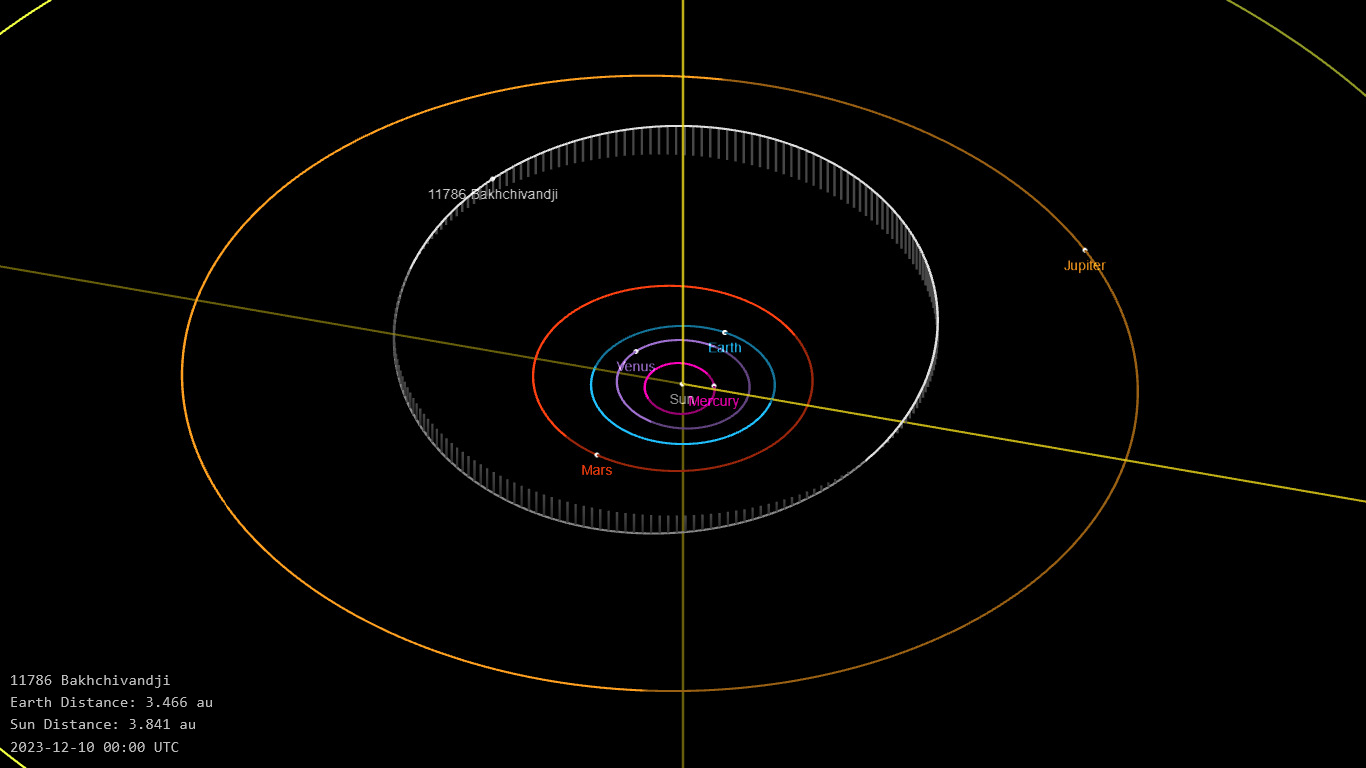
Орбита астероида Бахчиванджи и его положение в Солнечной системе

## Физические характеристики
Астероид относится к таксономическому классу C.
По результатам астрономической съёмки Palomar Transient Factory (PTF), наблюдений системы телескопов панорамного обзора и быстрого реагирования Pan-STARRS и наблюдений системы последнего оповещения о столкновении астероида с Землей Asteroid Terrestrial-impact Last Alert System абсолютная звёздная величина астероида сначала оценивалась равной 12,960±0,004m, позже — 13,32±0,51m, 12,64±0,122m и 12,47±0,122m.